# Steve Szilagyi
Pour les articles homonymes, voir Szilágyi (homonymie).
Steve Szilagyi est un critique et un journaliste, romancier et auteur de Photographing Fairies (Ballantine, 1992), et coauteur, avec Bill Mesce Jr., de The Advocate (Bantam, 2000).  
Né en Ohio, Szilagyi (prononcé Sil-AH-jee) est diplômé de l'université Columbia, et gagne le Columbia Bennett Cerf Award for Fiction récompensant ses histoires non publiées, The Night Sophia Loren's Dress Caught Fire in a Restaurant.
Comme peintre et illustrateur, Szilagyi a publié ses dessins dans le New York Magazine et d'autres titres de presse nationale. Photographing Fairies, son premier roman, a été nommé pour le prix World Fantasy en 1993, et forme la base du film de 1997 Forever par Ben Kingsley et Nick Willing.